# 委內瑞拉細脂鯉
委內瑞拉細脂鯉，為輻鰭魚綱脂鯉目脂鯉亞目脂鯉科的其中一個種。分布於南美洲奧里諾科河流域，體長可達5公分，棲息在底中層水域，生活習性不明。